# Puissance militaire
La puissance militaire d'un pays est construite sur de nombreux facteurs, notamment le nombre de soldats et le budget alloué pour sa défense mais également de nombreux autres paramètres tels que son avancée technologique, le type et le nombre de matériels dont il dispose (porte-avions, arme nucléaire, sous-marins...),.

## Description
La puissance est une aptitude, une capacité à influencer. La puissance est une notion centrale des relations internationales dont vont dépendre les choix des décideurs : elle détermine les possibilités d'action d'un acteur au niveau mondial ou régional. Par conséquent, la puissance est le mode d'existence sur la scène internationale : dans ce monde par essence relationnel, nul acteur ne peut exister s'il ne dispose pas d'une capacité de négociation que lui confère sa puissance.

## Industries militaires

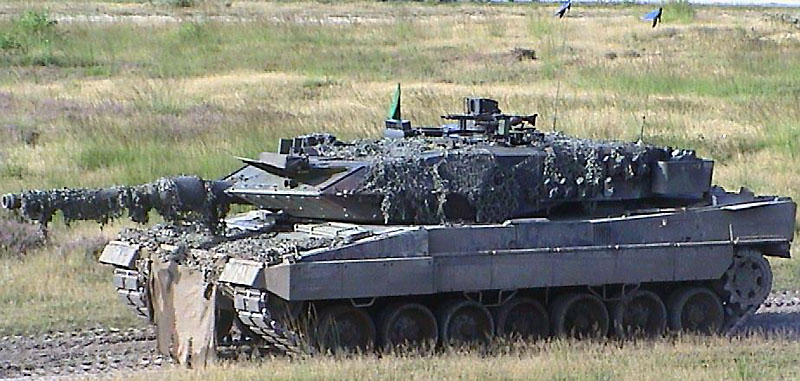
Char Leopard 2 de fabrication allemande

L'industrie de l'armement militaire d'un pays est la capacité de ce pays à fabriquer par ses propres moyens du matériel militaire. Il s'agit de la branche du secteur industriel consacrée à la fabrication et la vente d'arme ainsi qu'à la recherche, au développement et à la production de matériel, d'équipements et d'installations militaires. La plupart des pays du monde possèdent une industrie militaire, mais leur développement et leur capacité de production varient sensiblement en fonction des pays concernés. Au sein d'une industrie militaire, un secteur entier est souvent consacré à la défense : ce secteur peut être composé d'une ou plusieurs entreprises - suivant le pays -, dont le but est de produire de l'armement militaire destiné à équiper l'armée nationale.
Les pays qui bénéficient d'une importante puissance militaire sont également, dans la plupart des cas, ceux qui disposent des industries militaires les plus développées. Ainsi, en 2022 les pays suivants sont les principaux exportateurs mondiaux de matériels militaires : États-Unis 40% , Russie 16%, France 11%,Chine 5,2%, Allemagne 4,2% , Italie 3,8%, Royaume-Uni 3,2%, Corée du Sud 2,4%, etc.
L'exportation de matériel permet de financer la recherche dans le domaine militaire mais aussi l'entretien de l'équipement national.